# 岩溪橋
岩溪橋是一座位於重慶市合川区钓鱼城街道的古代民桥，亦名鹽溪橋，古志稱聯濟橋，为宋代所建，清代又在旁新修一桥与其贴合，宛如一体，故又称古今橋。岩溪桥是四川省第三批省級重點文物保護單位、第一批重慶市文物保護單位。

## 结构
岩溪桥原于合川城区以北2里的嘉陵江西岸小溪溪口，由宋桥、清桥两桥贴合而成，呈南北走向，宋桥位于西侧，清桥位于东侧。

### 宋桥
岩溪桥宋桥为条石结构、单券、单孔无铰拱式石拱桥，桥长21.5米，宽2.18米，通高5.8米，拱跨5.83米，矢跨比约为1:2，无桥台或护底石，南北桥头直接与岩壁相连，北端与岩壁接合部凿有踏道5级。
宋桥桥身以原生石质溪床做地基，用三行长石料以干式叠砌的方法砌拱座，南北拱座基石各通高1.16至1.2米，又用纵联砌置法干式叠砌出拱券石于拱基石两端，自下而上同时使用扇面状石料以无铰拱造法砌半圆形筑拱券，拱顶窄于拱脚有12厘米收分；拱券之上有1层拉通桥梁的护拱石，直接拱石外侧面作券脸石面，不再镶券脸石边；桥侧有撞券石，中部残存一鳞甲吸水兽尾圆雕，拱背以上撞券石及桥身侧面亦筑实腹式墙，边墙肩部少量外凸。
宋桥桥面较平坦，以长方形石板平铺，没有望柱或栏杆，桥面与拱券石间共筑5层石料，上两层多顺砌，下三层多丁字形砌筑，用料规整。

### 清桥
岩溪桥清桥为条石结构、单券石拱桥，桥长29.5米，宽2.9米，通高5.8米，拱跨5.83米，矢跨比约为1:1.7，南北桥头亦直接与岩壁相连。
清桥桥身有双层拱券，上层挑出下层券石边10厘米，其上亦无护拱石，有拱座于原生石质溪床，建法同宋桥，无护底石或桥台，桥拱券采用纵联砌置法，分别于南北两端拱座之上，自下而上湿式叠砌而成，拱顶呈尖形；桥侧亦有侧墙，肩部亦少量外凸。
清桥桥面结构略与宋桥同，其外侧仰天石上残存一行打凿粗糙的袱石，不属于道光时期原物，桥面与桥基之间共14层石料，顺砌丁字形砌均有。

## 历史
由宋桥桥北靠嘉陵江一侧有碑记《张氏建岩溪桥记》，碑高108厘米，宽76厘米，上有楷书17行，每行18至20字，加碑题共343字。碑上方凿有屋檐状走水槽，上部风化严重，字迹模糊，下部文字较清晰。由是可知桥梁处原岩壁险阻，南宋庆元元年（1195年）由合州邑人张彦远自己为便民而修建此桥，耗资“壹佰伍十仟”，供行人通行。
清桥桥身上又有《新桥碑志》碑檐刻，呈长方形，使用石质仿木结构的单檐歇山式房盖，高76厘米，宽212厘米，上有楷书28行，每行4至9字，共219字。由是可知，道光七年（1827年）乡人朱汝惠因原宋桥桥面过窄，嘉陵江涨水时过桥让人恐惧而修建了岩溪桥清桥，以此来加宽桥面，同时对宋桥进行了修缮增补。
2011年因草街航电枢纽建设，嘉陵江水位提升，岩溪桥迁建，原定迁至合川人民公园内，最终选定迁至原址上方176米处，保持原貌。
岩溪桥于1991年4月16日公佈為四川省第三批省級重點文物保護單位，2000年9月7日列為第一批重慶市文物保護單位。